# Mainzer Messegelände

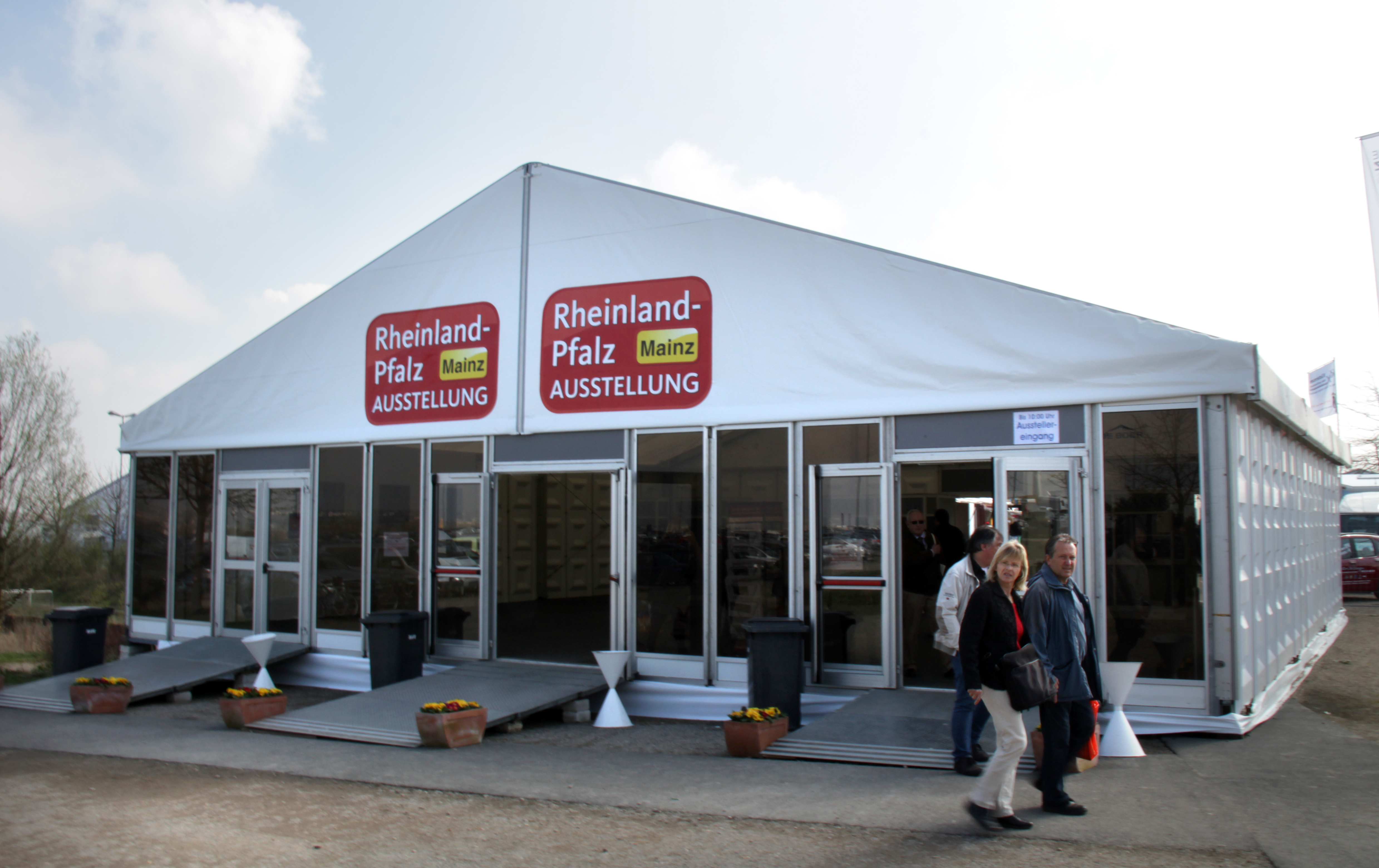
Eingang zur Rheinland-Pfalz Ausstellung auf dem Mainzer Messegelände

Das Mainzer Messegelände, Messepark Mainz-Hechtsheim, befindet sich im Stadtteil Hechtsheim der rheinland-pfälzischen Landeshauptstadt Mainz an der Rheinhessenstraße in Richtung Ebersheim. Das Gelände wurde zwischen 2004 und 2005 angelegt.

## Verkehrsanbindung
Mit Kraftfahrzeugen ist es über die Bundesautobahn 60 schnell zu erreichen. Direkt vor dem Messegelände befinden sich Parkplätze mit rund 2.500 Stellplätzen, die seit der Eröffnung 2011 der Coface Arena bis 2014 zusätzlich als P+R-Plätze dienten. Bei den beiden größten Veranstaltungen (Rheinland-Pfalz-Ausstellung und Oktoberfest) gibt es auch einen Busverkehr der Mainzer Verkehrsgesellschaft und der ORN.

## Veranstaltungen

### Rheinland-Pfalz-Ausstellung
Die Rheinland-Pfalz-Ausstellung findet seit 2005 auf dem dafür errichteten Gelände in Hechtsheim statt, nachdem der Platz auf dem bisherigen Veranstaltungsort im Volkspark nicht mehr ausreichte und auch die Parksituation für die Anwohner entschärft werden sollte.
Nach den coronabedingten Absagen der Rheinland-Pfalz-Ausstellung der letzten Jahre und dem Insolvenzverfahren der RAM Regio GmbH am 25. November 2020, gab es auch 2023 keine Rheinland-Pfalz-Ausstellung. Im Jahr 2024 soll die Rheinland-Pfalz-Ausstellung wieder stattfinden, mit der MMG - Mainzer Messegesellschaft mbH als Veranstalter.

### Mainzer Oktoberfest
2005 fand erstmals ein Oktoberfest auf dem Messegelände statt.

### Sport
Das Finale der Deutsche Mannschaftsmeisterschaft im Ringen zwischen dem ASV Mainz 1888 und dem KSV Köllerbach in der Saison 2012/13 fand in einem Zelt auf dem Messegelände statt. Die Sporthalle „Am Großen Sand“ in Mainz-Mombach, üblicher Austragungsort der Wettkämpfe des ASV, war für einen DM-Finalkampf, zu dem 4.000 bis 6.000 Ringer-Fans erwartet wurden, mit einer Kapazität von 1.400 Zuschauern zu klein. Größere Hallen in Mainz, wie zum Beispiel die Rheingoldhalle, standen wegen Fastnachtsveranstaltungen nicht zur Verfügung.

### Verschiedenes
Regelmäßig kleinere Veranstaltungen sind der einmal in der Woche stattfindende Flohmarkt am Mittwoch. Unregelmäßig wird das Gelände auch von anderen Fachmessen und Ausstellungen sowie der Unterhaltungsindustrie, Schaustellern, Wandertheatern und Zirkusbetrieben für Vorführungen genutzt. Erstmals fand im Sommer 2013 während des Ramadan (9. Juli bis 7. August 2013) auf dem Messegelände das „Ramazan und Kultur Festival“ statt. Ebenfalls zum ersten Mal fand am 17. August 2013 das Holi-Farbenfestival statt. Von 2014 bis 2016 fand die vorher in Hanau beheimatete Veranstaltung Love Family Park auf dem Mainzer Messegelände statt.